# اوکر-راندوو
اوکر-راندوو (به آلمانی: Landkreis Uecker-Randow) یک ناحیه در آلمان است که در مکلنبورگ-فورپومرن واقع شده‌است. اوکر-راندوو ۷۲٬۱۳۷ نفر جمعیت دارد.